# Djurgårdens Idrottsförening Hockey
Il Djurgården Hockey è la sezione di hockey su ghiaccio del club polisportivo Djurgårdens Idrottsförening, con sede a Stoccolma, in Svezia.
Attualmente disputa la seconda serie nazionale, l'Hockeyallsvenskan, dopo la retrocessione conseguita al termine della stagione 2021-2022. Disputa le proprie partite interne all'Hovet, ad eccezione di alcune partite di grande richiamo di pubblico come sono stati i derby contro i rivali dell'AIK.
La polisportiva è nata nel 1891, ma la sezione dell'hockey è datata 1922.
Con i 16 titoli nazionali conquistati, è il club più titolato della Svezia.

## Palmarès
- Campionati svedesi: 16

1926, 1950, 1954, 1955, 1958, 1959, 1950, 1961, 1962, 1963, 1983, 1989, 1990, 1991, 2000, 2001
- Coppa dei campioni: 2

1991, 1992